# Kreta (administracja)
Administracja Kreta (nwgr. Αποκεντρωμένη Διοίκηση Κρήτης)  – jedna z 7 jednostek administracyjnych Grecji, wprowadzona 1 stycznia 2011.
W skład administracji Kreta wchodzi (jako jedyny) region Kreta.